# Kirchberg am Walde
Kirchberg am Walde osztrák mezőváros Alsó-Ausztria Gmündi járásában. 2018 januárjában 1313 lakosa volt.

## Elhelyezkedése

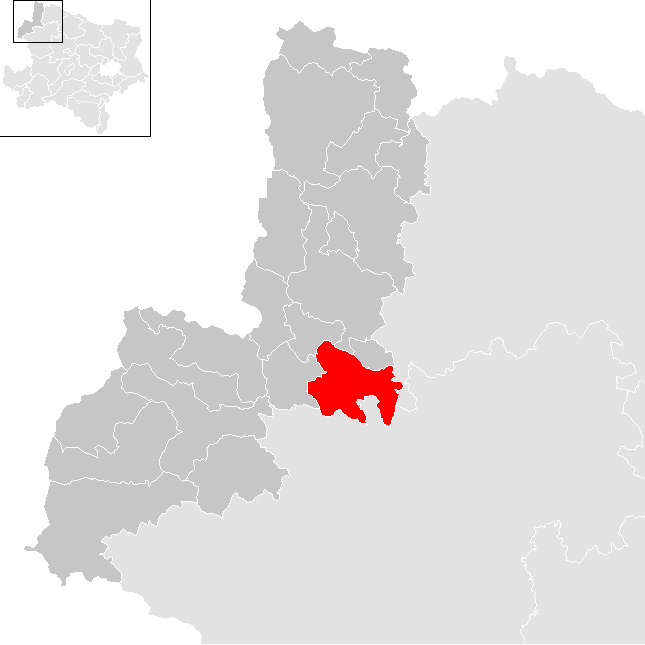
Kirchberg am Walde a Gmündi járásban

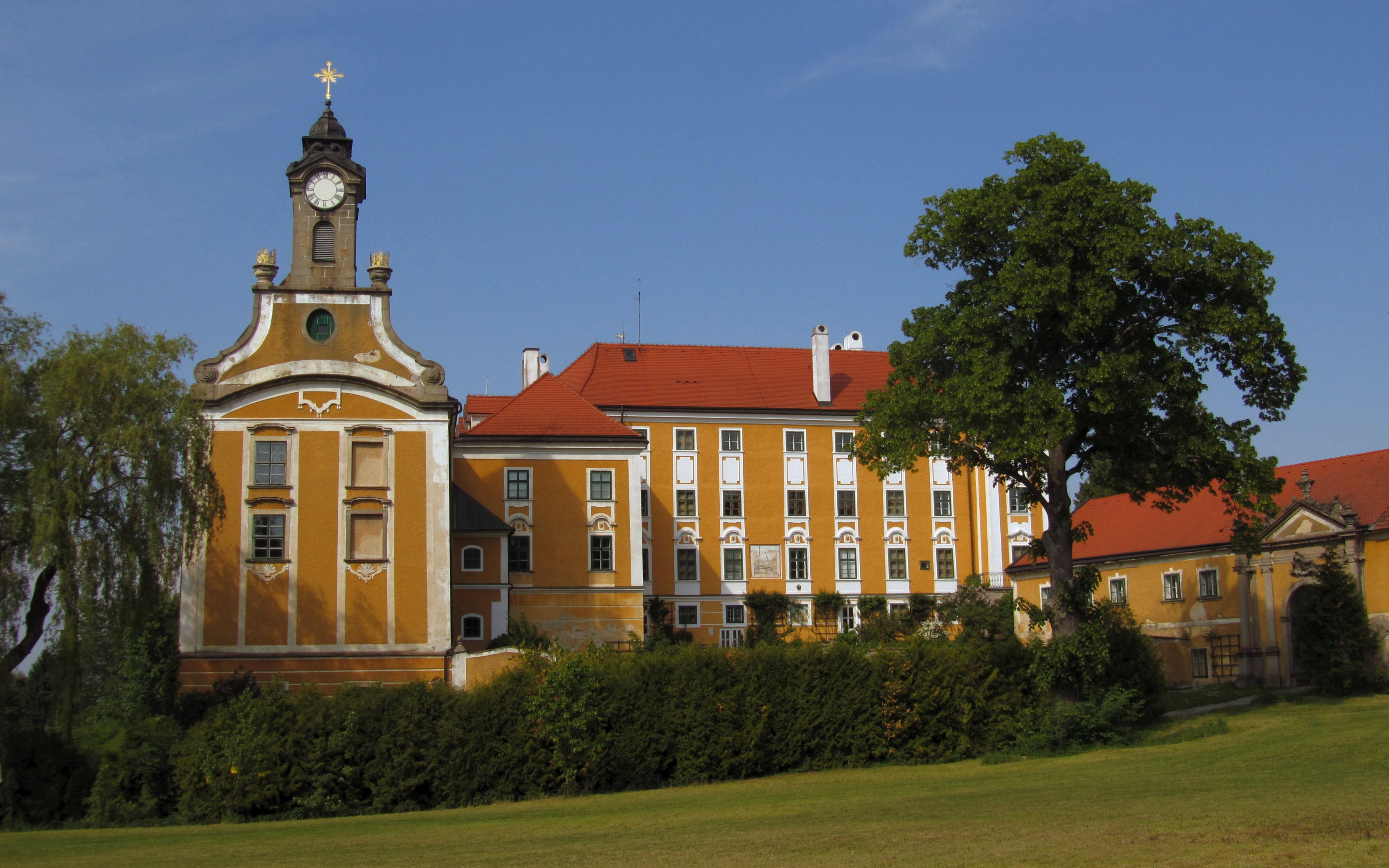
A kirchbergi kastély

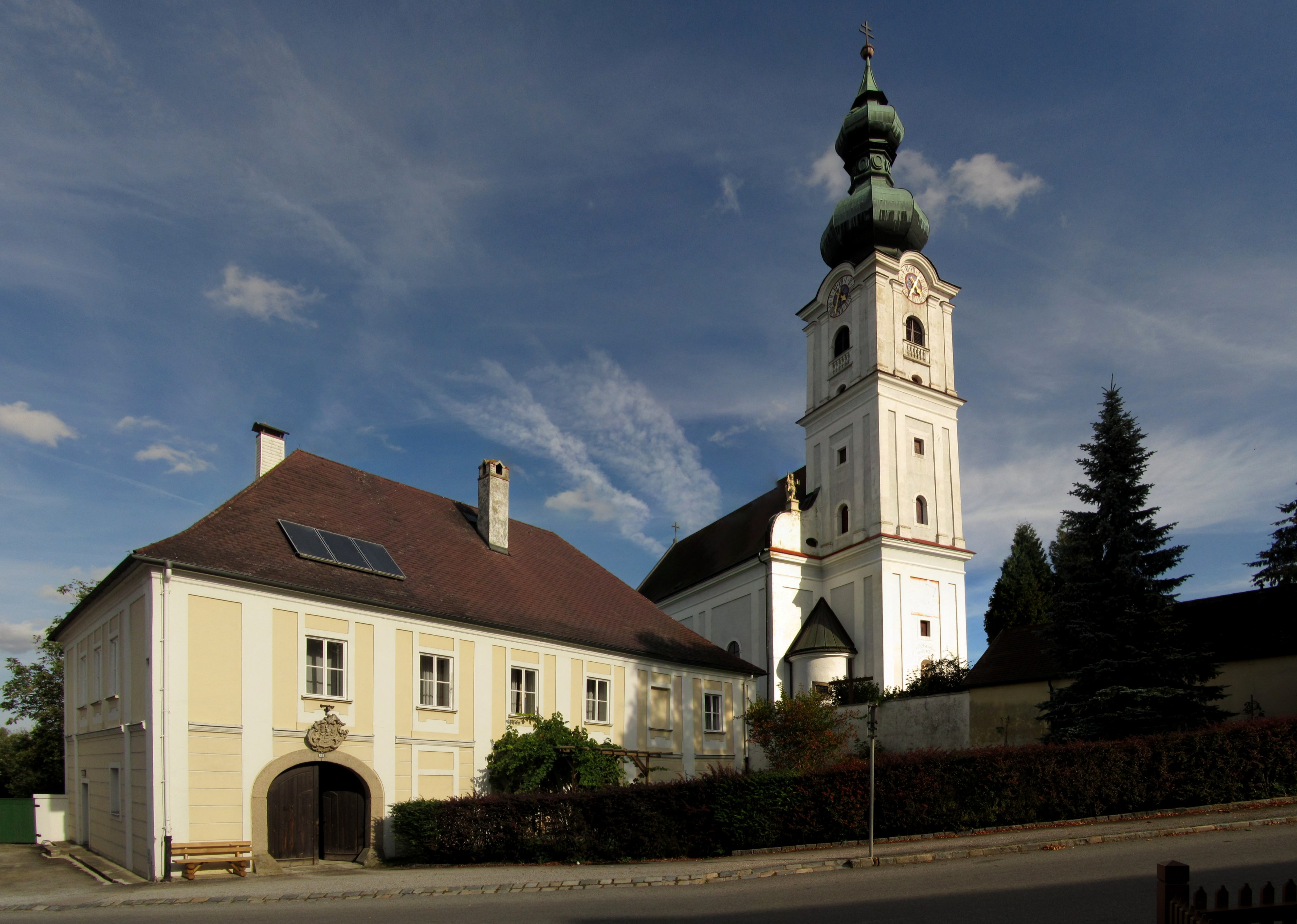
A Keresztelő Szt. János-templom és a plébánia

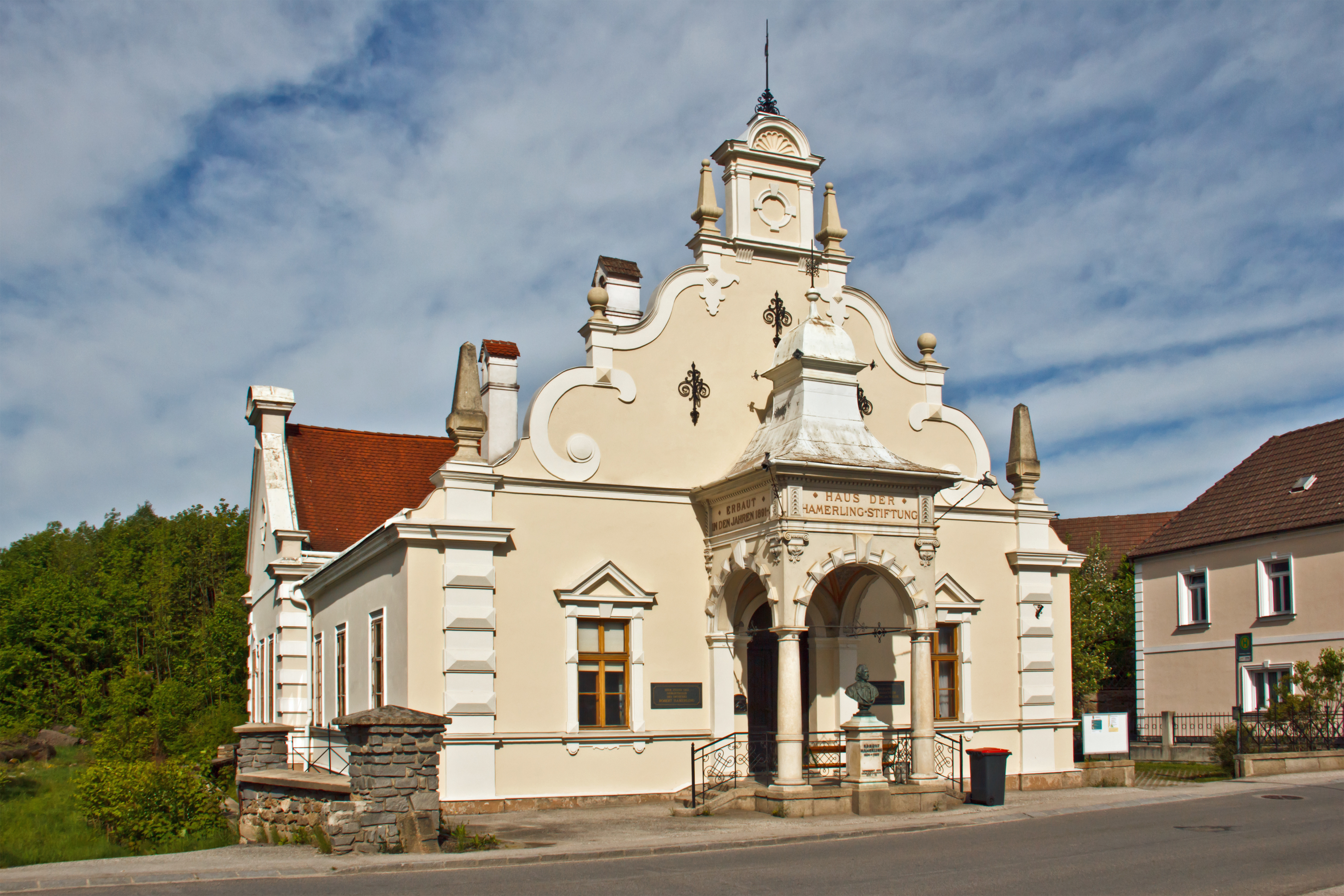
A városháza

Kirchberg am Walde Alsó-Ausztria Erdőnegyedének (Waldviertel) északi részén fekszik. Területének 36,3%-a erdő. Jelentősebb (mesterséges) tavai a Kotwiesenteich és a Haspelteich. Az önkormányzat 6 települést egyesít: Fromberg (113 lakos 2018-ban), Hollenstein (162), Kirchberg am Walde (520), Süßenbach (196), Ullrichs (197) és Weißenalbern (125). A kataszteri közösségek Frommberg, Hollenstein, Kirchberg am Walde, Süssenbach, Ullrichs és Weißenalbern.
A környező önkormányzatok: nyugatra Waldenstein, északnyugatra Hoheneich, északra Schrems, északkeletre Hirschbach, keletre Vitis, délkeletre Zwettl, délre Schweiggers.

## Története
Kirchberget az alsó-bajorországi Kirchperg lovagi nemzetség alapította 1180 körül, amikor az adományul kapott, addig lakatlan erdőségbe Frankóniából és Bajorországból telepeseket hozattak és felépítették Kirchperg várát.
A falu az akkor szokásos módon egy ovális piacteret szorosan körbevevő házakból állt; így némi védelmet nyújtott az ellenséges szándékkal közeledőkkel szemben. 1580 körül mezővárosi (vásárrendezési) jogokat kapott. 1712-ben a Kirchberg és Ullrich közötti dombra vesztőhelyt állítottak fel, majd a kisebb bűnökre 1714-ben egy pellengért a piactéren. Ide állították Szt. Lénárd, az állatok védőszentjének oszlopát, hogy védelme alá vonja a piacra terelt jószágokat. 1719-ben a pestisjárvány áldozatainak emlékére hozták létre a Szentháromság oszlopát.
Kirchberg am Walde már a 16. században fontos észak-déli és kelet-nyugati kereskedelmi útvonalak kereszteződésénél feküdt, így gazdasága - főleg a 18. században - jelentősen fellendült.

## Lakosság
A Kirchberg am Walde-i önkormányzat területén 2018 januárjában 1313 fő élt. A lakosságszám 1880 óta (akkor 2612 fő) csökkenő tendenciát mutat. 2015-ben a helybeliek 98,3%-a volt osztrák állampolgár; a külföldiek közül 0,4% a régi (2004 előtti), 0,6% az új EU-tagállamokból érkezett. 2001-ben a lakosok 93,6%-a római katolikusnak, 3% mohamedánnak, 2,6% pedig felekezeten kívülinek vallotta magát. Ugyanekkor 2 magyar élt a mezővárosban. A legnagyobb nemzetiségi csoportot a németek mellett a törökök alkották 2,4%-kal.

## Látnivalók
- a barokk Keresztelő Szt. János-plébániatemplom 1713-ban épült
- Süssenbach Szt. Margit-temploma 1841-ben készült el
- Weißenalbern temploma
- az 1659-es Vörös kápolna a Hirschbach felé vezető út mentén
- Rauhenstein várának romjai
- a barokk-kora klasszicista kirchbergi kastély
- az 1719-ben épült, kereszt alaprajzú, volt Mindenszentek-ispotály
- a volt pellengér
- az ország egyik legjobb állapotban megmaradt vesztőhelye Kirchberg és Ullrichs között

## Fordítás
- Ez a szócikk részben vagy egészben  a   Kirchberg am Walde című német Wikipédia-szócikk ezen változatának fordításán alapul.  Az eredeti cikk szerkesztőit annak laptörténete sorolja fel. Ez a jelzés csupán a megfogalmazás eredetét és a szerzői jogokat jelzi, nem szolgál a cikkben szereplő információk forrásmegjelöléseként.